# Son of Cathy's Clown
Son of Cathy's Clown är en sång skriven 1979 av Mikael Rickfors och Hasse Huss, och inspelad först av Basse Wickman på albumet Sailing Down the Years. Rickfors har spelat in låten på sitt album Tender Turns Tuff från 1981.